# Solo für Weiss – Die Wahrheit hat viele Gesichter
Solo für Weiss – Die Wahrheit hat viele Gesichter ist ein deutscher Kriminalfilm von Thomas Berger aus dem Jahr 2016. Es handelt sich um den zweiten Fall innerhalb der ZDF-Filmreihe Solo für Weiss, in der Anna Maria Mühe die beim LKA angestellte Zielfahnderin Nora Weiss spielt. Anja Kling hat einen Auftritt als depressive Witwe des Mordopfers Thorsten Jensen, Marcus Mittermeier als dessen undurchsichtiger Schwager und Rainer Piwek als einer der Fahrer des Busreiseunternehmers Jensen.

## Vorgeschichte
In Fall 1 Das verschwundene Mädchen wurde Matthias Mattner in einem Indizienprozess zu einer lebenslangen Freiheitsstrafe verurteilt, da man es als erwiesen ansah, dass er die 13-jährige Lisa Harms in seiner Wohnung ermordet habe. Während eines Toilettengangs konnte er fliehen und untertauchen. Kurz danach verschwand die 9-jährige Daina Balodis, das Patenkind von Nora Weiss, spurlos. Weiss wurde dann von Mattner unter Druck gesetzt, ihm zu helfen, seine Unschuld zu beweisen, nur dann werde man Daina freilassen. Am Ende des Films war er tot, getötet durch einen Kopfschuss. Die Loverboys Valerio und Adrio Budescu schienen in den Fall verwickelt zu sein und wurden von Weiss’ Vorgesetzten und Liebhaber Kriminalrat Jan Geissler erschossen. Daina wurde von der Mädchenhändlerorganisation überraschend wieder freigelassen.
Nora Weiss muss sich nun zu den Vorwürfen äußern, die sie gegen Geissler erhoben hat im Hinblick auf die Erschießung von Valerio und Adrio Budescu. Sie besteht darauf, dass sein Alleingang unverantwortlich gewesen sei und zudem gegen die getroffene Absprache. Die Brüder seien wichtige Zeugen gewesen. Geissler erklärt, dass der bewaffnete Valerio Budescu ihn durchs Fenster gesehen habe. Um einer evtl. Geiselnahme vorzubeugen, habe er geschossen. Weiss widerspricht dem. Als man ihr entsprechende Fotos vorlegt, die beweisen sollen, dass Valerio eine durchgeladene Waffe gehabt habe, erwidert sie, dann sei sie ihm untergeschoben und das Foto manipuliert worden. Sie bleibt dabei, dass Geissler die beiden erschossen habe, um seine eigene Verwicklung in diesen Fall zu vertuschen. Auch habe Matthias Mattner zweifelsfrei keinen Suizid begangen, ein Rechtshänder, der sich in die linke Schläfe schieße. Weiss will wissen, was hier gespielt wird. Daraufhin eröffnet ihr Geissler, dass die Brüder Budescu noch leben würden. Sie hätten Informationen angeboten, wenn man sie ins Zeugenschutzprogramm aufnehme. Ihr Tod sei inszeniert gewesen. Nora Weiss habe man nicht eingeweiht, da man der Ansicht gewesen sei, dass sie durch die Entführung ihres Patenkindes Daina Balodis emotional nicht stabil genug gewesen sei. Weiss’ Bitte, mit den Budescus sprechen zu dürfen, wird rundweg abgelehnt.

## Handlung
Als die Zielfahnderin Nora Weiss nachschaut, was der Grund für ein ununterbrochenes lautes Hupen vor ihrem Haus ist, stößt sie auf einen Wagen des Busreiseunternehmens Jensen, in dem sich die blutüberströmte Leiche eines Mannes befindet, bei dem es sich, wie sich herausstellt, um den Unternehmer Thorsten Jensen handelt. Zusammen mit Kriminalkommissar Simon Brandt von der Mordkommission sucht Weiss Conny Jensen auf, die Frau des Toten. Beide treffen dort auf Connys Bruder Falk Banzer, der ihnen erzählt, dass sein Schwager vor etwa zwei Jahren etliche Mitarbeiter habe entlassen müssen, was ihm einige wohl sehr übel genommen hätten. Im Laptop des Opfers findet man dann auch einige harsche Mails, darunter besonders drastische von Niels Franke. Conny Jensens Reaktion auf die Mitteilung über den Tod ihres Ehemanns ist eher verhalten, es scheint, als stehe sie neben sich.
Die Ermittlungen ergeben, dass Thorsten Jensen am Abend zuvor noch mit einem seiner Busfahrer, dem jungen Türken Murat Kaymaz, in einem Lokal zum Essen verabredet war, wo es zu einem Streit zwischen beiden kam. Jensen wurde nach dem Verlassen des Lokals nicht mehr lebend gesehen, und Kaymaz sei heute nicht zur Arbeit erschienen. Als Weiss und Brandt ihn befragen wollen, stürmt er an ihnen vorbei und tritt die Flucht an. In seiner Wohnung wird später eine Geldtasche mit rund 25.000 Euro sichergestellt.
Die von Pastor Weiss am selben Tag auf Bitten der Eltern Harms für ihre Tochter Lisa abgehaltene Gedenkfeier macht wiederum deutlich, wie sehr Lisas Vater unter dem schrecklichen Verlust seines Kindes leidet. Auch Daina hat mit den Nachwirkungen zu kämpfen, die auf die Entführung zurückgehen. Sie lehnt seitdem jeden körperlichen Kontakt mit ihrer Mutter Anna ab. Diese meint, Daina wolle sie dafür bestrafen, dass sie nicht da gewesen sei, als ihre Tochter in Not war. Noras Versuche, mit dem Mädchen über die Zeit zu sprechen, als es in den Händen der Entführer war, wird sowohl von Pastor Weiss als auch von Dainas Mutter unterbunden. Immerhin erfährt sie, dass Daina dort ein Mädchen getroffen hat, das mit ihr das Hexenspiel gespielt habe – ein Spiel, das Brigitte Harms einst ihrer Tochter Lisa beigebracht hat. Ein Hoffnungsschimmer, dass Lisa vielleicht doch noch leben könnte.
Weiss’ Versuch, über Geisslers Rechner an Informationen zu gelangen, wo man die Budescus versteckt hält, schlägt fehl. Zur selben Zeit wird klar, dass Kaymaz einen Schlüssel zum Haus der Jensens besitzt und zur Familie gehöre, wie Conny Jensen später äußert; er ist nämlich der Sohn des Ermordeten. Da die Ermittlungen in Richtung Niels Franke nichts ergeben, versucht man nun zu ergründen, inwieweit Kaymaz in den Tod seines Vaters verstrickt sein könnte.
Von ihrem Vater erfährt Nora, dass Falk Banzer kurz vor der Wende in den Westen geflüchtet sei. Er sei wahnsinnig ehrgeizig gewesen und habe so gut wie keinen Gemeinschaftssinn gehabt. Später ermöglicht ihr Pastor Weiss auch noch, Papiere einzusehen, die belegen, dass Banzer für die Stasi Menschen ausspioniert hat, darunter auch Weiss selbst. Als man kurz darauf Franke tot in der Badewanne seiner Wohnung auffindet, deutet alles darauf hin, dass ein Selbstmord nur vorgetäuscht werden sollte. Auch Conny Jensen wirkt weiterhin ziemlich unbeteiligt und weiß weder, dass ihr Mann sich erst vor kurzem einen neuen Wagen zugelegt, noch dass er sich ein Haus am Meer gekauft hat.
Dann werden auf Nora, die sich in ihrem einsam gelegenen Haus aufhält, drei Schüsse durchs Fenster abgefeuert. Dem herbeigeeilten Kollegen Brandt erklärt die junge Frau, dass die Schüsse eine Warnung seien; da wolle jemand, dass man nicht weiter nachforsche. Die Ermittlungen gehen dennoch weiter und in einem der Busse des Unternehmens Jensen wird ein Versteck gefunden, eine Art Röhre, die gesäubert worden ist, in der man aber trotzdem Spuren findet, die eindeutig ergeben, dass sich dort Menschen auf engstem Raum aufgehalten haben. Der Verdacht der Schleuserei liegt nahe, zumal die aufgefundenen DNA-Spuren im Bus ausschließlich sehr jungen Mädchen zuzuordnen sind, die im näheren Umkreis unauffindbar verschwunden sind. Nun wäre schnelles Handeln nötig, da die Mädchen, die noch vor Ort in der Gewalt der Organisation sind, jetzt so schnell wie möglich außer Landes gebracht werden würden, meint Weiss. Geissler stimmt daraufhin einem Treffen mit den Budescus zu.
Weiss hat nur zehn Minuten und droht Valerio Budescu indirekt damit, das Versteck der Brüder zu verraten, wenn er ihr nicht sage, wo man die Mädchen untergebracht habe. Sie fragt ihn auch nach Lisa Harms und erhält die Antwort, dass man Lisa nach Süddeutschland verkauft habe, an hohe Tiere aus der Politik, die sich das leisten könnten. Sie hätten das Mädchen ganz normal ersteigert, Lisa jedoch schon nach kurzer Zeit zurückgeschickt, da sie „keine gute Ware“ sei. Man habe sie dann vor Ort behalten und Fotos und Filme mit ihr gemacht. Valdero will von Nora wissen, ob sie überhaupt wisse, worauf sie sich da einlasse, das sei keine Straßengang, das sei ein Netzwerk, das sich über ganz Europa erstrecke, er und sein Bruder sowie viele andere seien nur Helfershelfer für die Drecksarbeit, das Geld und die Regeln würden ganz andere machen. Als sie dem jungen Mann ein Bild von Falk Banzer zeigt, meint er, das sei nur ein Chauffeur, davon gebe es Hunderte. Dann zeigt er ihr übers Handy, wo das Versteck der Mädchen ist, und meint nach kurzem Zögern, ihr Patenkind habe niemand angefasst.
Weiss und Brandt finden das Haus, wo die Mädchen versteckt waren, verlassen vor. Als die Zielfahnderin noch einmal mit Falk Banzer sprechen will, kommt sie hinzu, als Murat Kaymaz dessen Tochter eine Pistole an den Kopf hält, um ihn dazu zu bringen, zuzugeben, dass er es war, der seinen Vater getötet hat. Weiss kann ihn dazu bewegen, ihr die Waffe zu überlassen. Er erzählt ihr, dass sein Vater die Röhre im Bus entdeckt habe. Zuerst hätten sie gedacht, dass dort Drogen geschmuggelt würden, und nicht weiter nachgeforscht, da es ihnen plötzlich finanziell sehr viel besser gegangen sei. Als sein Vater dann jedoch mitbekommen habe, wozu das Versteck wirklich diente, habe er damit nichts zu tun haben wollen. Falk habe jedoch zu seinem Vater gesagt, dass er allein die Verantwortung trage, da die Firma auf ihn zugelassen sei. An dem Abend, an dem Thorsten Jensen sterben musste, habe Falk ihn zu einem Parkplatz bestellt, sein Vater sei ausgestiegen und dann urplötzlich zusammengesackt. Er habe wie versteinert dagesessen. Banzer habe ihm dann gedroht, wenn er zur Polizei gehe, passiere ihm das Gleiche. Darum habe er seinen ermordeten Vater zu Weiss gefahren, in der Hoffnung, dass sie die Wahrheit herausfinde. Da Banzer alles bestreitet, steht Aussage gegen Aussage.
Brandt ist verzweifelt, dass man keine Handhabe hat, um Banzer festzunehmen. Weiss erklärt ihm jedoch, dass sein Anwalt ihn schneller wieder freibekomme, als man bis drei zählen könne, und beide ihr Vorgehen dann abstimmen würden. Am Ende stünden sie mit leeren Händen da und der Bus mit den Mädchen sei längst unerreichbar geworden. Trotzdem versucht sie eine Kontaktaufnahme Banzers mit seinem Anwalt erst einmal zu verhindern, indem sie ihm erklärt, dass er mit aufs Revier kommen müsse. Im Wagen kommt Weiss auf sein Landgut zu sprechen, wo man die Mädchen zwischenlagere. Er lässt sich jedoch auf nichts ein und pocht auf seine Rechte. Wohl wissend, dass sie das nicht darf, was sie nun tut, hat Weiss inzwischen Lisas Mutter kommen lassen und gibt ihr alle Informationen, die sie über Banzer hat. Sie legt ihre Waffe vor die Windschutzscheibe und meint zu Brigitte Harms, ihr seien die Hände gebunden, sie könne nur in eine andere Richtung schauen. Da Banzer mit Handschellen ans Auto gefesselt ist, hat er keine Wahl. Als Lisas Mutter die Pistole auf ihn richtet, schlottert er vor Angst und bricht unter diesem Druck sein Schweigen, noch bevor sich herausstellt, dass die Waffe nicht geladen ist.
Zahlreiche Polizeiautos setzen sich nun in Bewegung, um die Busse der Firma Jensen, die in die von Banzer genannte Richtung unterwegs sind, zu überprüfen, und den richtigen rechtzeitig zu finden. Und das gelingt tatsächlich. Allerdings ist Lisa  nicht unter den Mädchen aus der Röhre. Dann jedoch hört Weiss in ihrer Verzweiflung ein Klopfen und hinter der aufgerissenen Verkleidung kommt Lisa zum Vorschein. Tiefbewegt schließt Nora das Mädchen in die Arme. Geissler meint wenig später, das, was sie mit Banzer gemacht habe, werde Konsequenzen haben, was der Zielfahnderin bewusst ist, aber gleichzeitig lässt Geissler sie auch anerkennend wissen: „Gute Arbeit!“
In der Kirche von Pastor Weiss findet das erschütternde Wiedersehen von Mutter und Tochter Harms statt. Und auch Daina scheint langsam wieder zu sich zu finden und zurück zu ihrer Mutter.

## Produktionsnotizen, Einschaltquote
Solo für Weiss – Die Wahrheit hat viele Gesichter wurde von der Produktionsfirma Network Movie hergestellt. Die Dreharbeiten fanden vom 21. Juni 2015 bis zum 20. Juli 2016 in Hamburg, Kiel und Lübeck und Umgebung statt. Der Arbeitstitel des Films lautete: Solo für Weiss – Der Pakt des Schweigens.
Die Erstausstrahlung erfolgte am 9. November 2016 im ZDF.
Bei seiner Erstausstrahlung wurde der Film von 6,41 Mio. Zuschauern eingeschaltet, was einem Marktanteil von 19,8 % entspricht.

## Kritik
TV Spielfilm zeigte mit dem Daumen nach oben und gab für Anspruch, Action und Spannung jeweils einen von drei möglichen Punkten.
Für den Filmdienst stellte der Krimi eine „spannende, weitgehend stimmig entwickelte Fortsetzung von ‚Solo für Weiss – Das verschwundene Mädchen‘“ dar. Kritik wurde daran geübt, dass die „mitunter unkonzentrierte Fortführung einiger unbewältigter Nebenhandlungen aus dem Vorgängerfilm“ dabei die Krimihandlung hemme.
Tilmann P. Gangloff, der den Film für Tittelbach.tv begutachtete, sprach von einem „klasse Krimi mit vielen überraschenden Wendungen, zumal sich der neue Fall schließlich als Fortsetzung entpuppt“. Weiter schrieb Gangloff: „Regisseur Thomas Berger hält die Spannung auf hohem Niveau und sorgt mit dem dramatischen Finale für einen würdigen Abschluss der komplexen Geschichte.“ Der Kritiker sprach sich dafür aus, die Reihe mit Anna Maria Mühe fortzusetzen, da die Hauptfigur noch „viel Potenzial“ habe. „Allein der Kontrast zwischen dem oft brüsken Auftreten der schleswig-holsteinischen Zielfahnderin vom LKA und dem engelsgleichen Gesicht der Schauspielerin [sei] enorm reizvoll.“
Auch Elmar Krekeler von der Welt fand es „durchaus unbedingt wünschenswert“, dass Solo für Weiss nach den ersten beiden Fällen in Serie gehe. Er schrieb zu Anna Maria Mühe: „Eine große Schauspielerin, das Gesicht der Wahrheit.“ Die Zielfahnderin umwehe „eine eisige Einsamkeit“. Sie sei „klein, eher zerbrechlich“; komme man ihr jedoch zu nahe, werde sie geschätzt „zwei Meter groß“. „Schroff kann sie gut und barsch und unnahbar. Dann schauen ihre schönen blauen Augen, als herrschten in der Seele hinter ihnen Temperaturen von unter Null.“